# كلايف باردن
كلايف باردن (بالإنجليزية: Clive Barden)‏ هو لاعب دارت بريطاني، ولد في 19 مايو 1978 في إنجلترا في المملكة المتحدة.

## وصلات خارجية
- كلايف باردن على موقع DartsDatabase.co.uk (الإنجليزية)